# أميتربتيلين
أميتريبتيلين، (بالإنجليزية: Amitriptyline) الذي يباع تحت الاسم التجاري إلافيل من بين أمور أخرى، هو مضاد للاكتئاب ثلاثي الحلقات يستخدم في المقام الأول لعلاج اضطراب الاكتئاب الشديد، ومجموعة متنوعة من متلازمات الألم مثل آلام الأعصاب، والألم العضلي الليفي، والصداع النصفي، وصداع التوتر. نظرًا لتكرار وبروز الآثار الجانبية، يعتبر أميتريبتيلين عمومًا علاج الخط الثاني لهذه المؤشرات.

## الاستخدام
يُعطى الأَميتريبتيلين كما يلي:
- الأطفال: يُعطى عن طَريق الفَم لتَدبير الألم بمقدار 0,1 ملغ/كغ قبلَ النَّوم في البداية، ويمكن زيادة الجرعة حتَّى 0,5-2 ملغ/اليوم قبلَ النَّوم خلال 2-3 أسابيع.
- المُراهِقون: يُعطى عن طَريق الفَم بمقدار 25-50 ملغ/اليوم في البداية على دفعات، ويمكن زيادةُ الجرعة تَدريجياً حتَّى 100 ملغ/اليوم على دفعات.
- البالغون:
- الاكتئاب: عن طريق الفَم 50-150 ملغ/اليوم كجرعةٍ مفرَدة قبلَ النَّوم أو على دفعات، ويمكن زيادةُ الجرعة تَدريجياً حتَّى 300 ملغ/اليوم. كما يُعطى عن طريق الحَقن العَضلي بمقدار 20-30 ملغ أربع مرَّات باليوم.
- تدبير الأَلَم: عن طريق الفَم بمقدار 25 ملغ قبلَ النَّوم في البداية، ويمكن زيادةُ الجرعة حسب التحمُّل إلى 100 ملغ/اليوم.

## آلية عمل الدواء
- يُستخدَم الأَميتريبتيلين في المقام الأوَّل لعلاج الاكتئاب، وعلاج مجموعةٍ من أعراض القلق والاكتئاب، مثل معظم مضادات الاكتئاب.
- تَعمَل مضادات الاكتئاب ثلاثية الحلقات على إعادة التَّوازن الطَّبيعي للموادِّ الكيميائيَّة في الدِّماغ بين الخلايا. ويقومُ الأَميتريبتيلين على زيادة تَركيز السيروتونين والنورأدرينالين (من الموادِّ الكيميائيَّة التي تُحفِّز الخلايا العصبية)، وعرقلة عمل موادَّ كيميائيَّة أخرى في المخ إلى حدٍّ أقل، لاسيَّما الأسيتيل كولين؛ فعندما يجري إفرازُ السيروتونين والنُّورأدرينالين من الخلايا العصبيَّة في الدِّماغ تعمل على التخفيف من الحالة المزاجية. ولكن، عندما يَجري اِستِردادُها من الخلايا العصبيَّة، لا يَكون لها تأثيرٌ في الحالة المزاجيَّة. ويُعتقَد أنَّ الاكتئابَ يحدث عند ذلك، حيث قد يكون هناك انخفاضٌ في كمِّية السيروتونين والنورأدرينالين في المخ.

## دواعي استعمال الدواء
- يُستعمَل هذا الدَّواءُ لمنع التبوُّل أثناء النوم (سلس الفراش) في الأَطفال.
- يُستعمَل هذا الدَّواءُ لمنع حدوث الصداع النِّصفي.
- يُستعمَل هذا الدَّواءُ لمعالجة حالات الأَلَم المزمنة.
- يُستعمَل هذا الدَّواءُ لمعالجة الاضطرابات التي تُصاحِب الإدمان.
- يُستعمَل هذا الدَّواءُ لمعالجة القَلَق أو التوتُّر العصبِي.
- يُستعمَل هذا الدَّواءُ لمعالجة الاكتئاب.
- يُستعمَل هذا الدَّواءُ لمعالجة اختلال نظام التغذية.
- يُستعمَل هذا الدَّواءُ لمعالجة حالات الوسواس القَهري.
- يُستعمَل هذا الدَّواءُ لمعالجة نوبات الفزع أو الهَلَع.
- يُستعمَل هذا الدَّواءُ لمعالجة حالات القَذف المنوي السَّريع.
- يُستعمَل هذا الدَّواءُ لمعالجة تشوُّش المزاج الذي يَحدث في فترةِ ما قبل الطمث الشَّهري.

## موانع استعمال الدواء
- إذا كان لدى المَريض تَحسُّسٌ تجاه الأَميتريبتيلين أو أيِّ مكوِّن آخر في هذا الدَّواء.
- يجب إطلاعُ مقدِّم الرِّعاية الصحِّية إذا كان لدى المَريض تَحسُّس تجاه أيِّ دواء آخر.
- يجب التأكُّدُ من القِيام بالإبلاغ عن التَّحسُّس الذي أصابَ المريضَ والكيفيَّة التي أثَّر بها فيه. ويتضمَّن ذلك الكشفَ عن وجود طفح أو بثور أو حكَّة جلديَّة أو ضيق في التنفُّس أو صَفير عندَ الشهيق أو سُعال أو تَورُّم الوجه أو الشَّفتين أو اللِّسان أو الحَلق، أو أيَّة أعراض أخرى مُصاحبَة لاِستِعمال الدَّواء.
- إذا كان المريضُ قد تعرَّض لنوبةٍ قلبية حديثة.
- إذا كان المريضُ يَتَعاطى السيسابريد سيسابريد (دواءٌ منشِّط لحركة المعدة والأمعاء).
- إذا كانَ المَريضُ يَتَناول مُثَبِّطات أُكسيدازِ أُحادِيِّ الأَمين MAOI (وهي من مُضادَّات الاكتئاب)، مثل الفينيلزين فينيلزين خِلال أربعة عشر يوماً قبل تَناوُل هذا الدَّواء.

• في حالاتِ الاكتئاب, قد يتحسَّن النومُ وفقدان الشَّهية سَريعاً لدى المريض، ولكنَّ أعراضَ الاكتئاب الأخرى قد تستغرق أربعة إلى ستَّة أسابيع حتَّى تَتَحسَّن.

## الطريقة المثلى لاستعمال الدواء
- يجري تَناولُ هذا الدَّواء وقتَ النوم إذا كان يسبِّب النُّعاس.
- يمكن تناولُ هذا الدَّواء على معدةٍ فارغة أو بعدَ تَناوُل الطَّعام، ولكن يُفضَّل تناولُه بعد الطَّعام إذا كان يتسبَّب في تهيُّج أو اضطراب المعدة.
- الأقراص يمكن طحنُها وخلطها مع الطَّعام أو السَّوائل.
- يفضل تجنب عصير الجريب فروت أثناء تناولك هذا الدواء.[11]

## تداخل الدواء مع الطعام
- يجب تَناولُ هذا الدَّواء وقتَ النوم إذا كان يسبِّب النُّعاس.
- يمكن تناولُ هذا الدَّواء على معدةٍ فارغة أو بعدَ تَناوُل الطَّعام، ولكن يُفضَّل تناولُه بعد الطَّعام إذا كان يتسبَّب في تهيُّج أو اضطراب المعدة.
- الأقراص يمكن طحنُها وخلطها مع الطَّعام أو السَّوائل.
- يجب تَجنُّبُ المشروبات الكحوليَّة.

## تداخل الدواء مع الأدوية الأخرى
- لا يجب تناولُ الأميتريبتيلين Amitriptyline إذا كانَ المَريضُ يَتَناول مُثَبِّطات أُكسيدازِ أُحادِيِّ الأَمين MAOI (وهي من مُضادَّات الاكتئاب)، مثل الفينيلزين فينيلزين والإيزوكاربوكسازيد إيزوكاربوكسازيد والترانيلسيبرومين ترانيلسيبرومين خِلال أربعة عشر يوماً قبل تَناوُل هذا الدَّواء.
- قد تزداد حالةُ الدوخة أو الخُمول التي يسببها الأميتريبتيلين Amitriptyline بتَأثير أدوية أخرى، مثل مُضادَّات الاكتئاب الأخرى، الكحول، مُضادَّات الهيستامين، المنوِّمات، مسكِّنات الألم، أدوية القلق، المرخيات العضلية. لذا يجب إخبارُ الطَّبيب عن كلِّ الأدوية التي يَتَناولها المريضُ، بما فيها الأدويةُ التي تُصرَف من دون وصفة (أدوية الزُّكام، السُّعال)، وعدم البَدء بتناول أيِّ دواءٍ جَديد دون إخبار الطَّبيب.
- هذه القائمةُ ليست كاملةً، فقد توجَد عَقاقيرُ أخرى تَتَفاعل مع الدَّواء. لذلك، يجب إخبارُ الطَّبيب أو الصَّيدلانِي عمَّا يتناوله المريضُ من أدوية أخرى، بما فيها تلك الأدويةُ التي تُشتَرى من دون وصفة طبِّية والأدويةُ العشبية، قبل بَدء العلاج بهذا الدَّواء. وبالمثل، يجب التحقُّقُ دائماً من الطَّبيب أو الصَّيدلانِي قَبلَ تناول أيَّة أدوية جَديدَة.
- لا يجب تَناولُ الأميتريبتيلين Amitriptyline إذا كان المريضُ يَتَعاطى السيسابريد سيسابريد (دواءٌ منشِّط لحركة المعدة والأمعاء).
- يجب تَجنُّبُ الأدوية الأخرى والمنتجات الطبيعيَّة التي تهدِّئ من أفعال الشخص وردود أفعاله، ويشتمل هذا على المسكِّنات ومهدِّئات الأعصاب ومثبِّطات المزاج ومضادَّات الهيستامين والأدوية الأخرى التي تؤثِّر في الألم.

## التأخر عن الجرعة
- يجب تَناولُ الجرعة المنسيَّة في أسرع وقتٍ ممكن.
- إذا حانَ الوقتُ للجرعة التالية، فلا يجوزُ تناولُ الجرعة المنسيَّة، بل تُتبَّع مَواعيدُ الجدول المنتظم المعتاد.
- يجب تَجنُّبُ تَناوُل جرعةٍ مزدوجة أو جرعات زائدَة.
- في الكَثير من الحالات، يجري اِستِعمالُ هذا الدَّواء بحسب الحاجة.

## الاحتياطات
- إذا كان عمرُ المريض خمسةً وستِّين عاماً أو أكثر، يجب تناولُ هذا الدَّواء بحذرٍ شَديد، لأنَّه يكون أكثر تعرُّضاً للآثار الجانبيَّة للدَّواء.
- يجب مُراجَعةُ الأَدويَة الأخرى مع مقدِّم الرِّعاية الصحِّية، لأنَّ هذا الدَّواءَ قد لا يمتزج جيِّداً مع غيره من الأَدويَة.
- ربَّما لا يكون المريضُ في كامل وعيه، لذلك يجب تجنُّبُ القيادة ومختلف الأنشطة الأخرى حتى تعرف مدى تأثير هذا الدَّواء في المريض.
- يجب تَجنُّبُ المَشروبات الكحوليَّة والأدوية الأخرى والمُنتَجات الطبيعيَّة التي تُهدِّئ من ردود أفعال المريض، وهذا يشتملُ على المسكِّنات ومهدِّئات الأعصاب ومثبِّطات المزاج ومضادَّات الهيستامين والأدوية الأخرى التي تُؤثِّر في الألم.
- قد يكون هناك مَخاطِر كَبيرة لحدوث تسوُّس الأسنان.
- يجب إخبارُ مقدِّم الرِّعاية الصحِّية إذا كانت المَريضَةُ حامِلاً أو تُخطِّط للحَمل.
- يجب إخبارُ مقدِّم الرِّعاية الصحِّية إذا كانت المرأة تُرضِع رضاعةً طبيعيَّة من الثَّدي.

## التأثيرات الجانبية الشائعة
- الشُّعور بالدُّوار أو الدوخة، النعاس, تَشوُّش أو تغيُّم الرؤية، أو تغيُّر في طريقة التفكير السليم، تجنب القيادة، تجنب القيام بالمهام والأنشطة التي تحتاج إلى يقظة ورؤية واضحة حتى يظهر مدى تأثير هذا الدَّواء في المريض.
- الإِحساس بدوخة عندَ القيامِ من وضعيَّة الجلوس أو الرُّقاد، لذلك يجب التحرُّكُ ببطء، والحذر عندَ صُعود الأَدراج.
- إمساك. وقد يساعد تناولُ السَّوائل والأطعمة المحتوية على ألياف، أو المواظبة على أداء الرياضة البدنية، في تخفيفه. ويجب استشارةُ مقدِّم الرِّعاية الصحِّية إذا ما كان من الممكن تناول المليِّنات أو المُسهلات.
- جفاف الفم. لذلك، قد تفيد العنايةُ بنظافة الفم ومصِّ حلوى جافَّة أو مضغ اللبان «العلكة».
- تغيُّر لون البول إلى اللون الأزرق أو الأخضر.

## المراقبة
- التغيُّر الذي يَطرأ على الحالة الخاضعة للعلاج: هل حدث تَحسُّن؟ هل ساءت الحالةُ أم لم يَطرأ عليها أيُّ تَغيُّر؟
- لابدَّ من أن يعتني المريضُ جيِّداً بأسنانه، وزيارة طبيب الأسنان بانتظام.
- المتابعة باستمرار، واستشارة مقدِّم الرِّعاية الصحِّية.

## الأسباب التي تدعو لاستدعاء مقدم الرعاية الصحية (الطبيب) على الفور
عندَ الشكِّ في تَعاطي جرعةٍ زائدة، يجب الاتِّصالُ بمركز معلومات الأَدويَة والسُّموم المَحلِّي أو الطَّبيب على الفور.
- ظُهور عَلامات حُدوث ردَّة فعل خَطيرة على الحياة، ويتضمَّن ذلك الصَّفيرَ خلال التنفُّس والإحساس بضيق في الصَّدر، الحمى, الحكَّة، سُعال شديد، ازرقاق في لون الجلد, نوبات صرعيَّة, أو تورُّم في الوجه أو الشَّفتين أو اللِّسان أو الحلق.
- دوخة شَديدة أو فقدان الوعي.
- حُدوث تَغيُّر ملموس في التَّفكير من حيث عدمُ الوضوح وغياب المنطِق.
- عدم القدرة على التبوُّل.
- الإحساس بإرهاقٍ شَديد أو وهن.
- الطفح.

• عدم تَحسُّن الحالة المرضيَّة أو الشُّعور بأنَّها تسوء.

## التخزين
- يُحفَظ الدَّواءُ في درجة حرارة الغرفة.
- يُحفَظ الدَّواءُ بَعيداً عن الضَّوء.
- تُحفَظ الأقراصُ بعيداً عن الرُّطوبة، ولا يجري تخزينُها في الحمَّام أو المطبخ.

## إرشادات عامة
- إذا كان المريضُ يُعانِي من تَحسُّس يمثِّل خطراً على حياة المَريض، فيجب أن يرتدي سواراً أو يحمل بطاقةً تدلُّ على هذا التَّحسُّس طَوالَ الوقت.
- لا يَجوزُ للمَريض مُشارَكةُ الدَّواء مع الآخرين، ولا يجوز تناولُ دواء شخصٍ آخر.
- يجب إِبعادُ الدَّواء عن مُتَناول الأَطفال.
- يجب أن يحتفظَ المريضُ بقائمة أدويته (وصفة طبِّية للدَّواء، المُنتَجات الطبيعيَّة، المكمِّلات الغذائيَّة، الفيتامينات والأَدويَة التي تُصرَف من دون وصفة طبِّية)، وإعطاء هذه القائمة لمقدِّم الرِّعاية الصحِّية (الطَّبيب، الممرِّضة, الممرِّضة الممارسة، الصَّيدلانِي, مُساعِد الطَّبيب).
- يجب التَّحدُّثُ مع مُقدِّم الرِّعاية الصحِّية قبلَ البدء في تَناوُل أيِّ دَواء جَديد، بما في ذلك الأَدويَةُ التي تُصرَف من دون وصفةٍ طبِّية والمُنتَجات الطبيعيَّة أو الفيتامينات.

## المصدر
http://www.kaahe.org/